# Marambio
Base Marambio – całoroczna stacja polarna należąca do Argentyny, położona na Seymour Island w pobliżu wybrzeży Półwyspu Antarktycznego. Jest jedną z największych stacji polarnych w Antarktyce, w lecie jej personel może liczyć nawet 150 osób. Zarządzają nią Siły Powietrzne Argentyny.

## Położenie
Stacja znajduje się na płaskowyżu na niewielkiej antarktycznej wyspie Seymour Island, zwanej przez Argentyńczyków Isla Marambio, leżącej w pobliżu większej Wyspy Jamesa Rossa na Morzu Weddella. Obie te wyspy znajdują się w pobliżu wybrzeży Ziemi Grahama i geologicznie są częścią kontynentu Antarktydy. 
Patronem stacji jest Gustavo Argentino Marambio, argentyński lotnik, jeden z pionierów awiacji na Antarktydzie. Została założona 29 października 1969 roku.

## Działalność

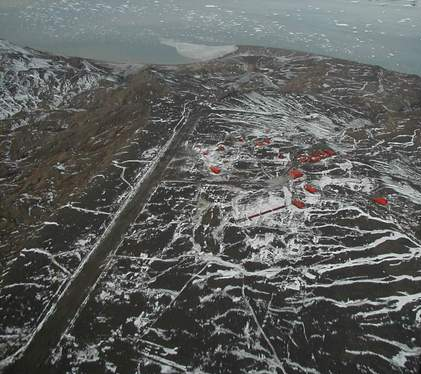
Zdjęcie lotnicze stacji i lotniska

Stacja posiada lotnisko z pasem długości 1260 m, na którym możliwe jest lądowanie maszyn wyposażonych w koła, a nie w płozy. Dzięki temu baza stanowi ośrodek zaopatrzenia dla argentyńskich stacji polarnych, może służyć także jako centrum ratunkowe i świadczyć pomoc medyczną.
Stacja Marambio posiada hangar mieszczący do czterech śmigłowców Bell 212, dwa śmigłowce i samolot Twin Otter, albo dwa śmigłowce Chinook.
Od 1996 przy stacji funkcjonuje katolicka kaplica Matki Bożej z Luján.

## Badania
Oprócz funkcji logistycznych, stacja pełni także rolę ośrodka badawczego. Prowadzone są badania meteorologiczne, badania ozonosfery, zasobów mineralnych i środowiska.
W latach 1975–82 ze stacji wystrzelono 7 rakiet sondażowych przeznaczonych do badań jonosfery i zórz. Osiągnęły one wysokość do 400 km. Planowane jest wykorzystanie stacji we francuskim programie badań warstwy ozonowej z użyciem balonów stratosferycznych.